# Jimmie T Saint
Jimi T Saint, född 1985 är en socialistisk hiphop-artist ifrån Stockholm. Han har varit nominerad till Kommunistiska Partiets kulturstipendium. Jimi T Saint har skapat musik sedan 2008. Jimis texter är samhällskritiska och ofta fokuserade på antiimperialism och antifascism.  Jimi T Saints musik handlar om klassamhället och kapitalismen och denna kritik kan höras i nästan samtliga av hans texter. I slutet av 2012 släppte han sin debutskiva När tyranni är lag, är revolution en order med producenten P-Tech Santiago. Skivans tema är genomgående samhällskritisk, men också självrannsakande och bitvis melankolisk. 2012 släppte han en låt, Nykter, Ren & Kreativ, där han kraftigt tar avstånd ifrån droger och alkoholmissbruk. Något han också i låten säger att han har haft stora problem med och som höll på att döda honom. 
2015 släppte han skivan "Det Är Synd Om Människorna" med den Joe Hill-inspirerade singeln/videon "Sörj inte, Organisera!". På skivan kritiserar Jimi T Saint bland annat klassamhället, patriarkatet och USA:s utrikespolitik (inte minst förstörelsen av Jugoslavien.)
2016 medverkade Jimi T Saint på "Artistgalan mot NATO" på Teater Tribunalen i Stockholm.  Jimi T Saint medverkade även på Vänsterpartiets "Röd Dag" år 2016 

## Diskografi
- 2008 - Aorta
- 2009 - Rör ínte HipHop (EP)
- 2012 - När Tyranni Är Lag, Är Revolution En Order
- 2015 - Det Är Synd Om Människorna

## Singlar
- 2008 - Irak
- 2009 - Rör inte HipHop
- 2012 - Palestina
- 2012 - Må De Härskande Klasserna Darra
- 2012 - Hammaren & Skäran
- 2015 - Sörj Inte, Organisera!
- 2015 - Bredvid Där Jag Går
- 2015 - Det Är Synd Om Människorna